# Мерка Метова
Мерка Метова (на горнолужишки: Měrka Mětowa) е горнолужишка библиотекарка и писателка на произведения в жанра драма и детска литература. Пише своите произведения на горнолужишки език.

## Биография и творчество
Мерка Метова, с рожд. име Мерка Млинк, е родена през 1959 г. в Бауцен, ГДР, в семейството на сръбсколужишките писатели Юрий Млинк и Мария Млинкова. В периода 1966 – 1976 г. учи в Сръбсколужишкото висше политехническо училище в Бауцен.
След дипломирането си, в периода 1976 – 1978 г. работи като библиотекар, в периода 1978 – 1979 г. работи в Института за сърболушко население (днес – Сърболушки институт), а в периода 1979 – 1982 г. работи в публичната библиотека в Бауцен, а в периода 1982 – 1985 г. работи в публичната библиотека в Геда. Заедно с работата си, в периода 1980 – 1985 г. следва допълнително във висшите библиотечни курсове в Лайпциг. След отпуск по майчинство, в периода 1988 – 1992 г. работи в библиотеката в Бауцен. От 1992 г. работи в рекламния отдел на издателство „Домовина“.
От 1990 г. публикува предимно кратка проза в различни антологии, бюлетини и списания. Първият ѝ сборник с разкази „Wulět do paradiza“ (Полет в рая) е публикуван през 1997 г. През 2002 г. е издаден сборникът ѝ с детски приказки „Njewšědne prózdniny“ (Извънредни празници).
Мерка Метова живее със семейството си в Бауцен.

## Произведения
- Wulět do paradiza (1997) – разкази
- Njewšědne prózdniny (2002) – разкази за деца
- Škleńčane dny (2002) – разкази
- Skónčnje 14. Za Sofiju a Andreja (2008)
- Komplot na ptačim kwasu (2014)
- Lizka wjaza kózlika (2016) – детска литература

### В антологии
- „Fijałkojty čas“ в „Antologija serbskeje prozy“ (1996)
- „Wobraz ze skibami“ в „Antologija serbskeje prozy“ (2001)
- „Mosćik mjez namaj“ в „Čitanka wo lubosći“ (2005)
- „Widźu nana, widźu mać“ в „Swójbne dopomnjenki“ (2007)
- „Cyblowe suknički“ в „Antologija serbskeje prozy“ (2008)